# 石川県道128号敷浪停車場線
石川県道128号敷浪停車場線（いしかわけんどう128ごう しきなみていしゃじょうせん）は、石川県羽咋郡宝達志水町敷浪地内を通る一般県道（石川県道）である。

## 概要
- 起点：石川県羽咋郡宝達志水町敷浪弐20番地先（ = JR七尾線敷浪駅前）
- 終点：石川県羽咋郡宝達志水町敷浪リ28番1地先（ = 国道159号交点）

起点の敷浪駅前からほぼ直線で東進し、終点の国道159号交点を結ぶ。

## 現況
車道は全区間、両側2車線（片側1車線）が確保されており、規格改良率は100%である。車道中央部には白破線のセンターラインが敷かれている。実延長が0.157km（=157m）と短く、またほぼ直線状に整備されているため、悪天候でない限りは、起終点双方から全区間を見通すことができる。これは敷浪駅の隣接駅でもある宝達駅前にある石川県道230号小川宝達停車場線と類似している。歩道も車道片側に全区間設置されているものの、狭小である。また、消雪パイプなどの融雪装置は設置されていない。
沿道には県道番号標識は立てられておらず、終点で接続する国道159号との交差点の前後にも同様の案内標識は立てられていない。起点から終点にかけての車道と歩道を分ける縁石部には「石川県」と標示されたデリニエーターが立てられているものの、縮尺の小さい道路地図や住宅地図、あるいは石川県発行の県道関係資料などで意識しない限りは、他の町道などと見分けがつきにくい。

## 歴史
- 1960年（昭和35年）10月15日：路線認定。

## 接続道路
- 国道159号（羽咋郡宝達志水町敷浪：終点）

## バス路線
- 現在は存在しない。かつては宝達志水町のコミュニティバス（「のらんちゴー」）が当県道の全区間を経由していた。

## 周辺
- JR七尾線 敷浪駅
- 羽咋郡市広域圏事務組合 宝達志水消防署
- 敷波簡易郵便局
- ふれあいの丘公園